# Laillé
Laillé é uma comuna francesa na região administrativa da Bretanha, no departamento Ille-et-Vilaine. Estende-se por uma área de 31,97 km². Em 2010 a comuna tinha 5 216 habitantes (densidade: 163,2 hab./km²).